# Kult (album Made in Poland)
Kult – album zespołu Made in Poland wydany w 2018 roku nakładem wydawnictwa Antena Krzyku. Zawiera utwory powstałe na początku lat 80. XX wieku, po raz pierwszy nagrane w studio. Album trafił do sprzedaży na nośniku CD oraz LP.

## Lista utworów
Źródło:.
1. „Ku świetlanej” – 4:39
2. „Pod płaszczykiem prawa” – 4:16
3. „Oto wasz program” – 2:48
4. „Papier z pieczątką” – 2:37
5. „Zabić świat” – 4:09
6. „Pompatycznie” – 4:00
7. „Ziemia bez śpiewu” – 5:09
8. „Masses” – 4:39
9. „Above the Law Underneath” – 4:16
10. „Your Policy” – 2:48
11. „Papier mit einem stempel” – 2:37
12. „Kill the World” – 4:09
13. „Pompously” – 4:00
14. „The Earth with no Anthem” – 5:05

## Twórcy
Źródło:.
Made in Poland
- Artur Hajdasz – śpiew, melodyka
- Piotr Pawłowski – gitara basowa, gitara

gościnnie
- Rafał Jurewicz – śpiew
- Michał Miegoń – śpiew (4, 11), gitara
- Michał Młyniec – gitara, gitara basowa